# 漢朝藝術

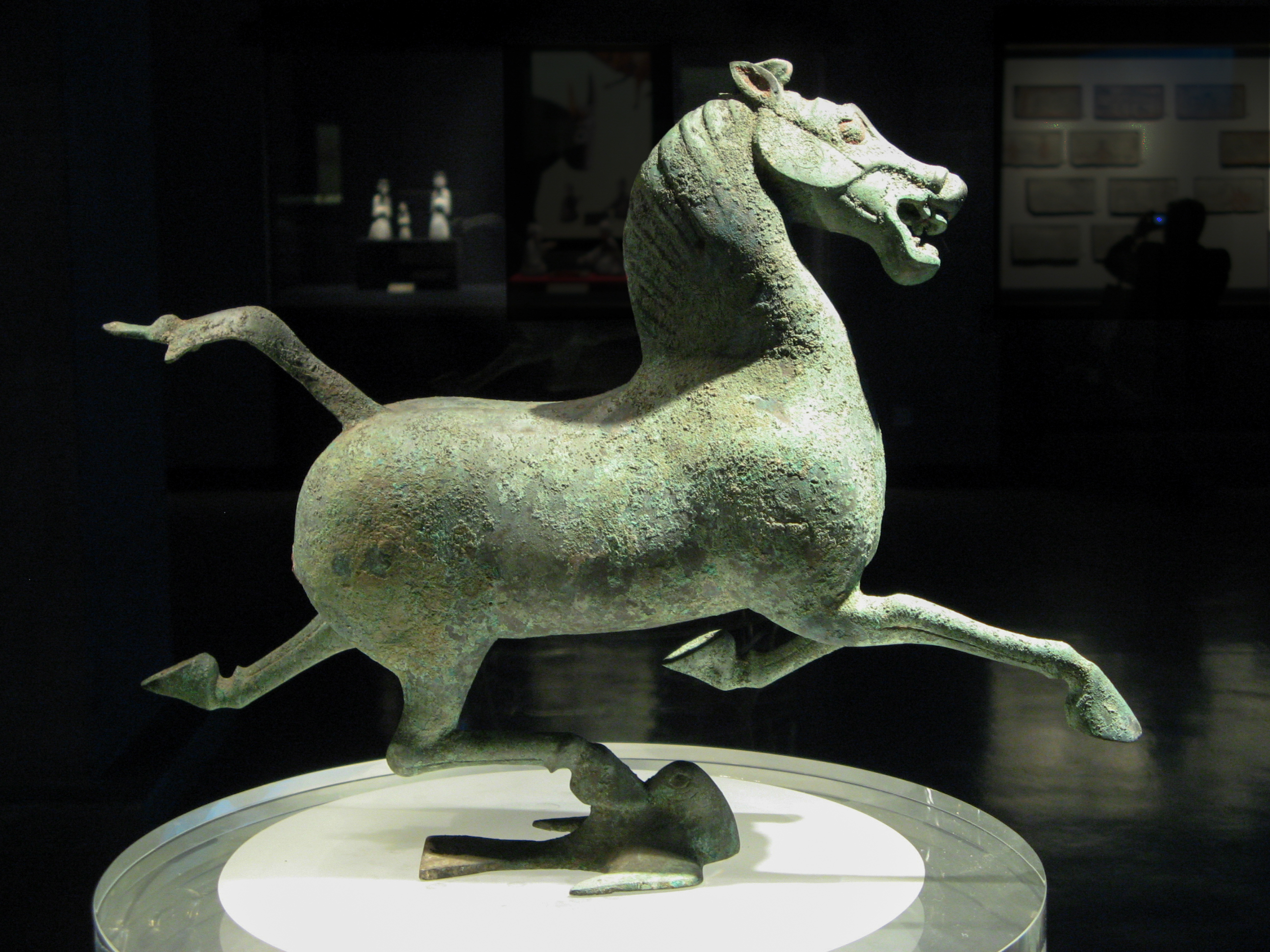
铜奔马

漢朝藝術繼承和發揚先秦多種形式藝術與技術的基礎，造形意識從萌芽逐漸趨於成熟；西域與佛教外來藝術的傳入，更豐富漢代繪畫與雕刻的題材與技法，表現出極高的原創性。無論陶兵馬俑、歌舞俑還是畫像石、畫像磚，工匠懂得雕刻這些作品的人、神、獸。工匠除了用特殊的藝術手法塑造和描畫古代著名人物、神仙妖魔和珍禽異獸，也能以寫實的手法描繪當時生活中的達官貴人、文臣武將乃至工匠農夫。

## 陶瓷
西漢延續秦代的原始瓷風格，其與戰國中、早期的原始瓷存在很大的差別。由於胎、釉原料的不同，造成少數作品較為理想，其他多數作品反而不如戰國時期的高，因此西漢的原始瓷只能稱為「釉陶」。。
瓷器出現在漢代，近來中國各地出現漢代瓷窯遺址，不過造形藝術及裝飾手法，還是延續原始瓷特色，尚未出現自有的特殊風格，不過卻也是後代瓷器發展的始祖。。

## 陶俑
漢代陶俑的最高水平表現在歌舞俑上。西安出土的舞女俑，扭動腰肢，揮舞雙臂，挪動舞步，正在輕歌曼舞。舞女身穿舞裙，纖細的腰上束著寬腰帶，兩條寬大的舞袖隨風擺動，像長而輕的紅綢。這座塑像體態輕盈，動作優美富于動感；舞衣和長袖柔軟而飄，顯得非常生動。從歌舞俑的造型來看，漢代工匠已經確實掌握了人像塑造的技巧，尤其是人物在運動時，肩、胸、腰、腿的變化關係，給人像注滿活躍的生機。

## 石雕

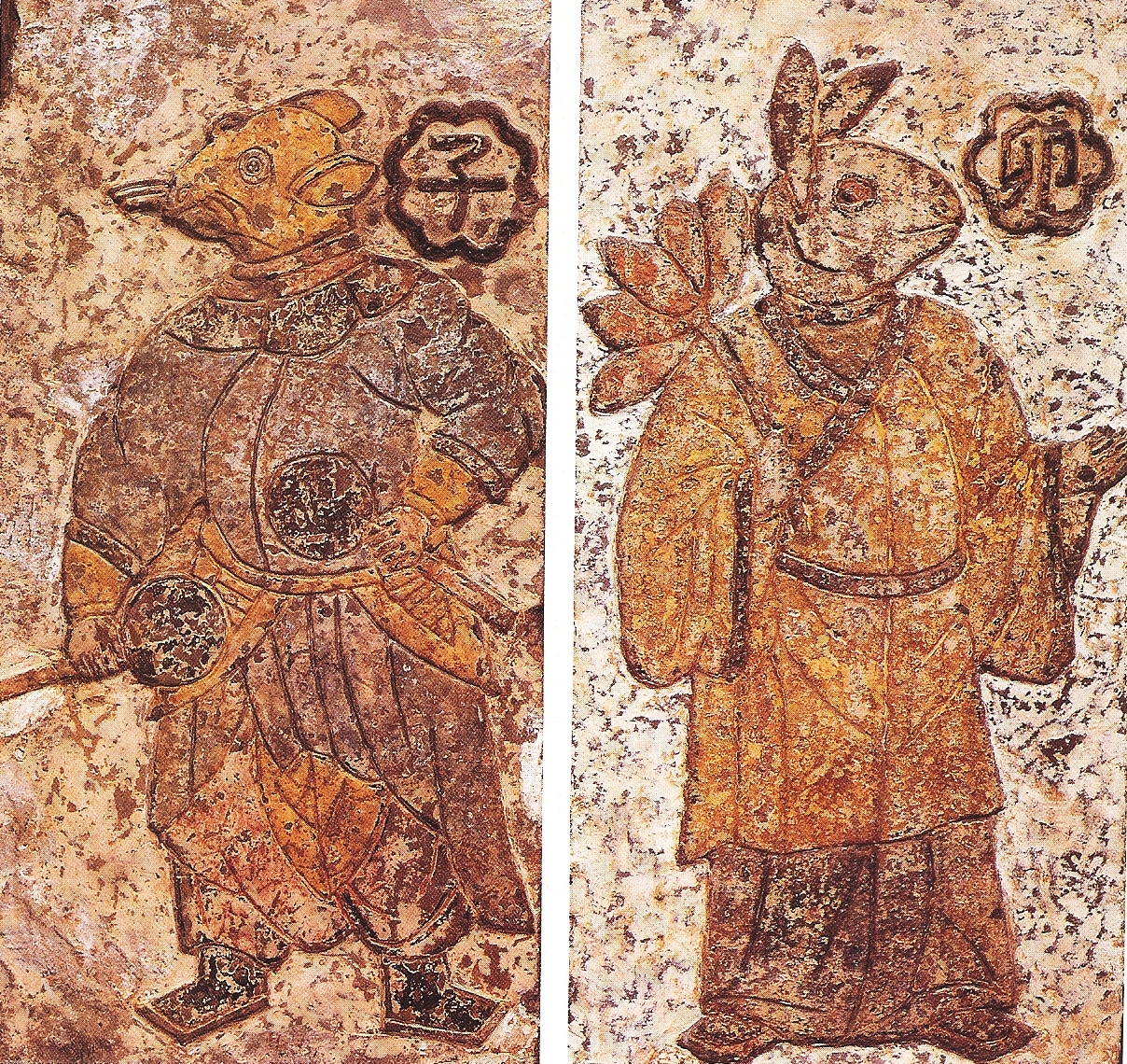
汉朝瓷砖雕画上的生肖纪时，其左鼠人（子）为23时至1时刻，右兔人（卯）为5时至7时刻，现藏于爱丁堡苏格兰博物馆。

漢代最具代表性的石雕為霍去病陵墓石雕。內部有馬踏匈奴、卧馬、躍馬、卧虎、卧象、卧牛、石蛙、石魚、野人、野豬、石蟾、母牛與小牛，人與熊等造型。這些石雕全部用花崗石雕刻而成，散置在陵墓上，彷彿野獸在荒山出沒，牛羊在草產上放牧，漢軍和匈奴在祁連山戰鬥，具有相當寫實的效果。霍去病墓石雕開創了雕塑與環境相結合的濫觴。

## 青銅器
由於近代以來，漢代青銅器大量出土。這些青銅器有兩個特點：一、青銅器出土的地域非常廣大，除了文化發達的黃河和長江中下游地區外，偏遠的雲南、貴州、廣東等地，也發現精美的青銅器。二、青銅器的種類比較齊全，既有皇親國戚墓葬裡的豪華器具，也有一般墓葬裡的各式生活用品，還有雲南、貴州等地各民族的具有濃邪的地方特色的青銅器。
漢代經過文景之治的六、七十年休養後，儘管社會經濟很快獲得恢復和發展，武帝以後的宮廷生活更是日趨奢侈。但是當時藝術的重心，已不在於青銅的雕塑了。這時的青銅製品除了銅鏡的裝飾花紋上有些簡單的圖案外，其他器物則多是戰國末期風格的延續。雖然兩漢時代的中原地區，青銅時代已經過渡為鐵器時代，但是中國的邊陲，仍然還是青銅時代中，青銅藝術在這些地區依舊有很好的發展。近年在雲南省，晉寧縣的石寨出土了很多西漢時滇國的青銅藝術品，可以做為此一時期的代表。。

## 織綉
織綉有一定程度的發展，民國以來陸續出現漢代織綉藝術品，不但用來裝飾動物，也用來裝飾宮殿牆壁。如班固西都賦：「昭陽特盛，隆於孝成，屋不成材，牆不露形，以藻綉，絡以綸連」。賈雲陳政事疏：「白穀之表，薄紈之裏，緁以偏諸，美者黼綉，是天子之服，今富人大賈嘉會召客者以被牆」，指出漢代織綉大量盛行的情況。

## 帛畫
漢代繪畫品類繁多，帛畫、壁畫、畫像石、畫像磚，異彩紛呈。漢朝帛畫作品極多，然而至今已幾乎無存，唐朝張彥遠的《歷代名畫記》就指出漢朝帛畫數量繁多，然而經天災人禍後毀壞極為嚴重。現在能見到的漢代帛畫作品是出自漢墓的「非衣」、「銘旌」（旌幡）等隨葬品。構圖上克服了先奏時期人物上下平列的手法，用俯視的角度來描繪車馬儀仗行列的全貌，這是時下所見最早的記錄現實生活的大型繪畫作品。惜剝損較重，只能觀其大略。最完整的為馬王堆漢墓出土的帛畫，描繪了墓主人的地上和地下生活。

## 壁畫
西漢壁畫的幻想氣氛相當濃厚，從已發現的洛陽墓室壁畫來看，題材多集中於青龍、白虎、朱雀等方位神，荷花，靈芝等仙草，還有日月星象、後龍升天、乘風成仙等神話內容，其風格與戰國帛畫有承襲關係。畫面形象生動活潑，線條流暢靈巧，構圖井然有序。東漢墓室壁畫雖然以仍然以升天、避邪、鬿福為主要內容，但是加強了繪畫的人文因素，表現生活的場景明顯增多。

## 畫像石
在漢代陵墓地面建築的石闕、石亭祠的壁面上，地下建築墓室的石構件上，往往雕刻出各種人物故事、生活過程和動植物形象，人們一向稱之為「畫像石」。現在中國境內的漢代畫像石，以山東、河南為最多這些地方在財富上佔了優勢，那些大貴族、大商人、大地主們自然有條件進行厚葬，因此在這些地區就出現了大量有畫像石的祠堂碑闕和墳墓。畫像石開始於西漢晚期出現，盛行於東漢，消失於魏晉南北朝。山東肥城孝堂祠、嘉祥武梁祠石刻尚存，可窺見漢時古拙有力的繪畫風格特徵。

## 畫像磚
漢代畫像磚的數量上雖然沒有比畫像石多，但仍有其歷史意義與藝術價值。漢代畫像磚是由戰國和秦代的瓦當、空心磚上的畫像演變而來的。這種藝術的遺物散見於中國的廣大地區，其中以河南、四川最多。這些河南出土的畫像磚作品，在西漢時期，主要的題材是人物、鳥獸與樹木為主。這些畫像以簡潔明快的陰線勾勒而成，形象逼真，生動活潑且雄健協調，到東漢時期，河南畫像磚的風格，轉變為描寫更多的寫實，生活題材，手法也更加生動活潑。

## 書法
漢代的主要書寫文字為隸書，從秦代隸書發展而來。「隸書」又稱「佐書」、「古隸」、「今隸」、「八分書」。隸書具有以下特色：一、隸書的最大特點是由直線構成，它不像小篆由相互連接的圓轉，有時又有逆向書寫的線條組成，而是由散開而平直方折的筆畫構成，凡逆筆都變為順筆，書寫起來不僅順手，而且快速。二、筆畫難以呈現具體的形象，古文字象形的特質從此消失，而且形體多已不合六書原則。三、漢字發展至隸書已經徹底「符號化」。隸書對大、小篆加以省略、簡化，結構單純許多，就是做為日常生活書寫工頁，不啻為一大進步。另外篆隸形成中國書法藝術主流，漢代時期，隸書漸漸取代小篆成為主要书写字体，隸書的出現奠定了現代漢字字形結構的基礎，成為古今文字的分水嶺書法。隸書經過兩漢的發展後，又發展出另一種字體「楷書」，最後成熟於唐代。

## 音樂
西漢初年，先秦雅樂已多數失傳，但民間音樂在上層社會上中頗為盛行。他們尤其喜愛楚歌。「力拔山兮氣蓋世，時不利兮騅不逝，騅不逝兮可奈何」，楚漢戰爭末期，西楚霸王陷入「四面楚歌」的困境，對著虞姬唱出《垓下歌》。張騫通西域後，把中西亚的摩訶兜勒曲和匈奴的北狄樂帶回中國，當時樂官李延年據以製成「新聲二十八解」，聽到的人都大受感動。從此，中國的音樂在民間音樂和外族音樂的互相影响下更加蓬勃發展。從這個時侯開始，中國音樂有古樂和胡樂之分。古樂是指上古以來的傳統的本土音樂，胡樂則指從外来胡人吸收的音樂。另外漢武帝時設樂府，採集許多民間歌謠與外來歌曲後，在東漢晚期，出現琴曲《垓下歌》，表現出中國古代音樂的陽剛之美。

## 舞蹈
漢代舞蹈突破了傳統的規範，與武術、雜技等人體運動结合起來，並不斷與異域舞蹈交流，更多表現為一種市俗的娛樂形式。漢代人遇到事情便跳舞的風氣，來自於漢高祖曾作《大風歌》：「大風起兮雲飛揚，威加海內兮歸故鄉，安得猛士兮守四方。」。樂府主張音樂和舞蹈，樂府的設置，可以說是漢代舞蹈藝術繁榮的標誌。漢代的文獻、會畫、石刻、詞賦之中，舞蹈成為被反復記述和表現的對象，說明漢代舞蹈意識的熟透。漢舞突出了舞蹈表演人思想感情的作用，在強調表現的基礎上，注重舞蹈媒介的特徵。尤其是，通過對人體動作姿態的掌握，強調藝術規律。袖和巾的被利用，也是漢代完成的。現今各種舞蹈的體裁、樣式在漢舞中幾乎都已出現，流傳下來的許多傳統舞蹈也都可以在漢舞中尋其淵源所在。

## 戲劇
漢代的戏剧在历史上處於成长的胚芽階段，漢代民間的各種演出總稱為「百戲」，包括了歌舞、雜技、武術等各類伎藝形式。秦二世就有了「角抵」戲，到了漢朝蔚為風行。張衡《西京賦》描繪，就有角抵戲，提到「東海黃公」，「戲」裡一個演員扮黃公，以紅綢束髮，佩赤金刀；一個演員扮成猛虎。博鬥的結果，黃公被虎咬死。表演為代表體，顯示出簡單的戲劇性，可以視為中國戲劇的胚胎。

## 建築
漢代在中國古代建築史上，是承先起後的時代。漢代建築有以下特色：一、布局和結構均勻、對稱。二、門窗變化自由，有多種樣式出現。三、頂部舒展而優美，基部氣派而穩固。四、常分利用其他造型藝術，使繪畫、雕塑等各方面藝術裝飾於建築。五、木料的框架總是顯露出，建築物的基本輪廓。六、城市規畫嚴謹方整。七、園林布置靈巧別緻。
漢代聞名於世的建築，如：長安、洛陽和成都的建設，大量宮室、離宮、苑囿的興建，汉長城防禦體系的建造與修繕，大規模營造陵墓、壇廟等等。其面積廣大、數量亦多，達到前世前所未有的地步，形成中國建築發展史上的高峰。漢代生產技術的發展和鐵工具的大量使用，對建築上的材料與應用，甚有幫助。

## 註解
1. ↑  這是因為漢代諸侯王的封國多在山東，河南的洛陽是東漢的京都，南陽是光武帝的家鄉[參⁠ 10]。
2. ↑  秦時官府的徒隸，為了因應快速書寫的需求，便將變彎曲的線條拉直，把圓攏的字形變成方折，以這種字體來輔助小篆。
3. ↑  泰隸，仍保有小篆風格，筆畫平直[參⁠ 12]。
4. ↑  漢隸，波磔明顯，工整美觀[參⁠ 12]。
5. ↑  據現代學者研究，較有代表性的結論是，認為八分即介于篆隸之間的一種書體，八分像篆二分像隸[參⁠ 12]。《說文》：「象分別相背之形。
6. ↑  《史記‧項羽本紀》。
7. ↑  《史記‧高祖本紀》。
8. ↑   註: